# 조영철 (1959년)
조영철(趙泳鐵, 1959년 10월 8일 ~ , 부산광역시)는 대한민국의 제6대 부산광역시 사하구의원이다.

## 학력
- 김해고등학교 졸업

## 경력
- 장림교회 집사
- 을숙도건설 대표
- 다대장학회 운영위원
- 장림장학회 운영위원
- 2010.07 ~ 2014.06 제6대 부산광역시 사하구의회 의원
- 제6대 부산광역시 사하구의회 총무위원회 간사
- 사하신문 발행인
- 아미산 석산개발반대 범투쟁위원회 공동대표
- (사)생활정치 텃밭포럼 사하지회장
- 신평 다대지하철 추진위원
- 장림1재개발 비상대책위원장
- 민주당 부산시당 홍보국장
- 새정치민주연합 추진위원
- 국민의당 부산시당 대변인
- 장림1·2동 주민자치위원회 고문
- 조선일보 판매국 근무
- 부산일보 장림보급소 소장
- 대한검도회 사하구 부회장
- 2016 부산광역시 사하구의회 후보

## 역대 선거 결과
|  | 41.09% |

|  | 0% |

|  | 11.74% |